# Hugo Koblet
Hugo Koblet (ur. 21 marca 1925 w Zurychu, zm. 6 listopada 1964 w Esslingen am Neckar) – szwajcarski kolarz torowy i szosowy, trzykrotny medalista torowych mistrzostw świata.

## Sportowe sukcesy
Karierę sportową zaczął w 1946 jako kolarz torowy. W latach 1947–1954 zdobył kilka tytułów mistrza Szwajcarii w wyścigu na dochodzenie. Na mistrzostwach świata w 1947 był w tej dyscyplinie trzeci, a w 1951 i 1954 drugi. W 1950 został mistrzem Szwajcarii w kolarstwie szosowym i stał się znany w Europie dzięki wygranej w Giro d’Italia, które wygrał jako pierwszy kolarz spoza Włoch. Nieco później wygrał też Tour de Suisse.
W 1951 pokonał włoskiego kolarza Fausto Coppiego w Grand Prix des Nations, które traktowano wówczas jako nieoficjalne mistrzostwa świata w jeździe indywidualnej na czas. Największym sukcesem w jego karierze była jednak wygrana w Tour de France w 1951 roku, kiedy wygrał łączną klasyfikację i pięć etapów.
Nie powtórzył sukcesu z Tour de France, ale nadal odnosił wiele zwycięstw. Dwukrotnie był drugi w Giro d’Italia (1953, 1954), dwa razy wygrywał Tour de Suisse (1953, 1955), dwukrotnie Mistrzostwa Zurychu (1952, 1954) i raz Tour de Romandie (1953). Po zdobyciu w 1955 kolejnego tytułu mistrza Szwajcarii wygrywał już tylko mało ważne wyścigi. Z uprawiania kolarstwa wyczynowego wycofał się w 1958.

## „Elegancik”
Z powodu jego przystojnego wyglądu i elegancji, nadano mu przydomek Pédaleur de charme. Nawet przy dużym zmęczeniu i podczas wysiłku dalej wyglądał elegancko, w przeciwieństwie do swojego rywala Ferdi Küblera. Przywiązywał dużą wagę do swojej prezencji zarówno poza wyścigami, jak i podczas nich. Często na krótko przed przybyciem na metę, czesał sobie na rowerze włosy, aby korzystnie prezentować się na zdjęciu z linii mety.

## Śmierć
Sześć lat po swoim odejściu od kolarstwa Koblet zginął w wypadku samochodowym w wieku 39 lat, chociaż do dziś nie wiadomo, czy nie była to udana próba samobójcza. Naoczni świadkowie twierdzili, że Koblet jechał z bardzo dużą prędkością swoją białą Alfa Romeo drogą między Zurychem a Esslingen am Neckar. Warunki drogowe, jak i pogodowe były podobno idealne. Samochód jednak wjechał prosto w drzewo, a kierowca nie próbował nawet zapobiec kolizji.